# La Rue (Ohio)
La Rue es una villa ubicada en el condado de Marion en el estado estadounidense de Ohio. En el Censo de 2010 tenía una población de 747 habitantes y una densidad poblacional de 603,39 personas por km².

## Geografía
La Rue se encuentra ubicada en las coordenadas 40°34′41″N 83°22′56″O / 40.57806, -83.38222. Según la Oficina del Censo de los Estados Unidos, La Rue tiene una superficie total de 1.24 km², de la cual 1.24 km² corresponden a tierra firme y (0%) 0 km² es agua.

## Demografía
Según el censo de 2010, había 747 personas residiendo en La Rue. La densidad de población era de 603,39 hab./km². De los 747 habitantes, La Rue estaba compuesto por el 94.91% blancos, el 0.27% eran afroamericanos, el 0.13% eran amerindios, el 0% eran asiáticos, el 0% eran isleños del Pacífico, el 2.54% eran de otras razas y el 2.14% pertenecían a dos o más razas. Del total de la población el 3.75% eran hispanos o latinos de cualquier raza.